# Kazanów

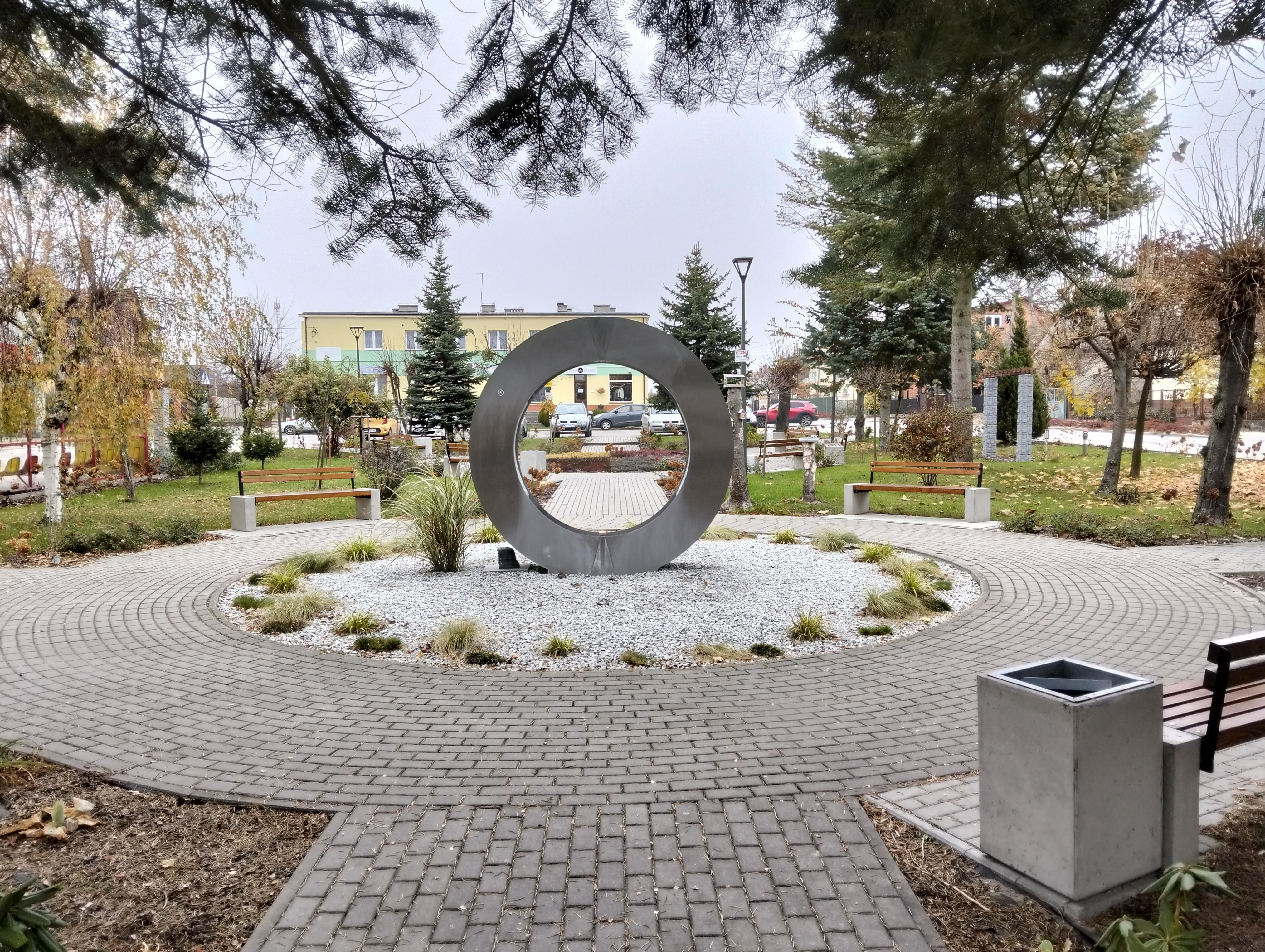
Centralna część Rynku

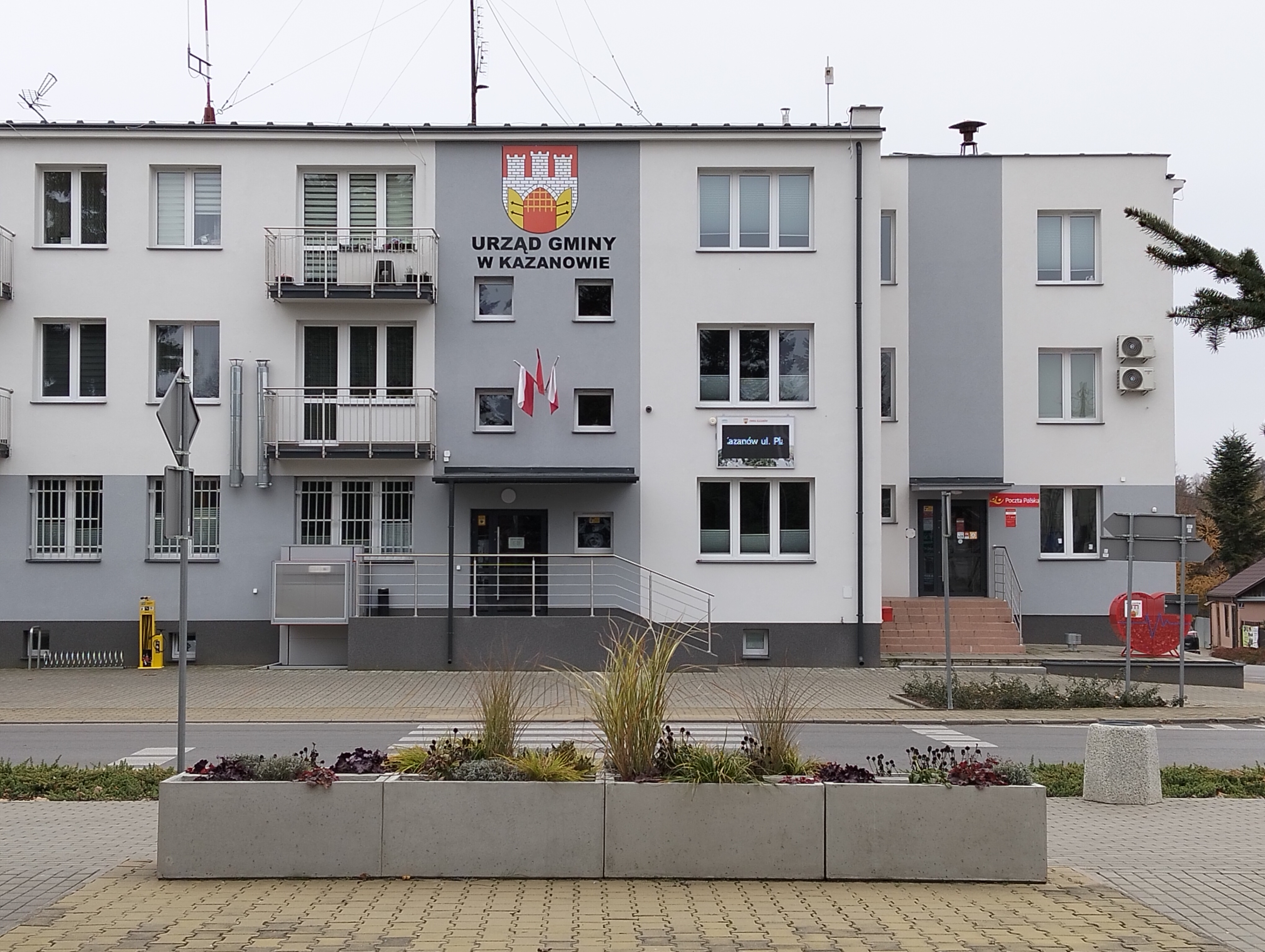
Urząd Miasta i Gminy Kazanów

Kazanów – miasto w Polsce położone w województwie mazowieckim, w powiecie zwoleńskim, w gminie Kazanów. Leży nad rzeką Iłżanką. Jest siedzibą gminy Kazanów oraz rzymskokatolickiej parafii Przemienienia Pańskiego. Ma status sołectwa.
Prywatne miasto szlacheckie, lokowane w 1556 roku, w drugiej połowie XVI wieku położone było w powiecie radomskim województwa sandomierskiego. Został pozbawiony praw miejskich 13 stycznia 1870 i włączony do gminy Miechów w powiecie iłżeckim. W latach 1870–1954 siedziba wiejskiej gminy Miechów, a 1954–1972 gromady Kazanów w nowo utworzonym powiecie zwoleńskim. Od 1973 siedziba gminy Kazanów. W latach 1975–1998 miejscowość administracyjnie należała do województwa radomskiego. 1 stycznia 2025 Kazanów odzyskał status miasta, stając się – z 397 mieszkańcami – drugim po Opatowcu najmniejszym miastem Polski.
| SIMC    | Nazwa         | Rodzaj       |
| ------- | ------------- | ------------ |
| 0625734 | Pod Kierkutem | część miasta |
| 0625740 | Rynek         | część miasta |

## Historia
Miasto Kazanów założył na gruntach wsi Miechów Marcin Kazanowski herbu Grzymała na mocy przywileju króla Zygmunta Augusta z 1566 roku. Zdarzenie to odnotowano w 1588 roku w radomskich księgach ziemskich. Przywilej nadawał nowemu miastu prawa magdeburskie oraz organizowanie trzech jarmarków – na dzień Trzech Króli, na dzień św. Trójcy i na dzień św. Franciszka. Prawo ustalało sobotę jako dzień targowy. Miasto było ubogie, co odnotowali kronikarze: (…) prócz chwastów, bylicy i ostu dzikiego nic się nie rodzi.
Kazanów poniósł straty podczas potopu szwedzkiego. W II połowie XVII wieku właścicielami miasta został ród Głogowskich. Jednak już przed 1683 rokiem miasto przejął ród Strzałkowskich herbu Ostoja, który u króla Jana III Sobieskiego wystarał się o przywileje cechowe dla Kazanowa. Nie zmieniło to faktu, że miasto nie rozrastało się i liczba mieszkańców nie przekraczała 300 osób. Np. w XVIII wieku mieszkało tu 226 osób. Miasto często zmieniało właścicieli, byli to m.in. Głogowscy herbu Grzymała, Chomentowscy herbu Oksza, Giebułtowscy herbu Nowina, Tarłowie herbu Topór, Wąsowiczowie herbu Łabędź, Nowosielscy herbu Ślepowron i Kochanowscy herbu Korwin. Z funduszy Kochanowskich wybudowano w 1863 roku nowy kościół. Starsza od kościoła była dawna organistówka, którą zbudowano w 1798 r. zbudowano jako szpital (przytułek).
Według ksiąg kościelnych roku 1818 parafia kazanowska (Kazanów i Dębnica) liczyła 402 wiernych. W roku 1827 przeprowadzono inwentaryzację miasta, w Kazanowie było 83 domy drewniane, murowany kościół i drewniana bożnica, a liczba mieszkańców wynosiła 601 osób, w tym: 205 Żydów. Nie istnieją żadne zapisy dotyczące ustanowienia czwartego jarmarku w dniu św. Marcina. Nie zmieniło to powolnego upadku Kazanowa, zaniechano sobotnich jarmarków, a od połowy XIX wieku targów. Niedługo potem nastąpiła utrata praw miejskich, a ratusz oddano w dzierżawę.
Podczas II wojny światowej w okolicach Kazanowa miały miejsce działania partyzanckie. 18 marca 1942 w odwecie za zabicie niemieckiego żandarma hitlerowcy dokonali egzekucji mieszkańców Kazanowa i okolic. W lasach przy trasie Kazanów – Kroczów Większy rozstrzelano 16 Polaków i 16 Żydów (w 1945 w laskach za Kazanowem wzniesiono pomnik dla uczczenia pamięci zamordowanych 18 marca 1942 roku). W dniu 11 lipca 1942 żandarmeria niemiecka z Iłży dokonała w Kazanowie i okolicach masowych mordów mieszkańców.
W 1957 nastąpiło otwarcie Gromadzkiej Biblioteki Publicznej w Kazanowie. W 1958 rozpoczęto budowę Domu Kultury, jednak podczas pracy zmieniono przeznaczenie budynku przekształcając go na szkołę. Inwestycję zakończono dopiero w 1971. Od 1959 roku Kazanów posiada połączenie PKS z Radomiem, również wtedy podłączono sieć elektryczną. W 1961 został oddany do użytku nowy budynek, który pomieścił prezydium Gromadzkiej Rady Narodowej oraz placówkę pocztową, posterunek MO i bibliotekę publiczną. W 1962 roku uruchomiono piętrowy dom towarowy, w którym na parterze mieszczą się sklepy, na piętrze – biura Spółdzielni „Samopomoc Chłopska”. W 1964 roku oddano do użytku mieszkańców bar „Nad Iłżanką”. W 1966 zaczęło funkcjonować pierwsze przedszkole w Kazanowie.
W 1970 roku na miejscowym cmentarzu odsłonięto pomnik ku czci partyzantów Batalionów Chłopskich pomordowanych przez okupanta w czasie II wojny światowej. W roku 1972 przeprowadzono pierwszy nabór do Zasadniczej Szkoły Rolniczej.
Istotną datą jest 1 stycznia 1973 roku, kiedy to z dawnej Gromadzkiej Rady Narodowej Kazanowa, Kowalkowa oraz części sołectw GRN Odechów powstała gmina Kazanów. W roku 1985 Gminny Ośrodek Zdrowia przeniesiono do nowego budynku. W 1999 roku wybudowano siedzibę Państwowego Przedszkola i OSP. W roku 2000 rozbudowano PSP, a w roku 2001 oddano do użytku nową część PG. Po reformie administracyjnej kraju Kazanów znalazł się w powiecie zwoleńskim województwa mazowieckiego

## Sport
W Kazanowie działa klub piłkarski Iłżanka Kazanów.